# Вольф-Рюдігер Нетц
Вольф-Рюдігер Нетц (нім. Wolf-Rüdiger Netz, 15 грудня 1950, Шверін) — східнонімецький футболіст, що грав на позиції нападника. Відомий за виступами в берлінському «Динамо», а також у складі національної збірної НДР. У складі збірної — срібний призер Олімпійських ігор 1980 року. Шестиразовий чемпіон НДР.

## Клубна кар'єра
Вольф-Рюдігер Нетц народився у Шверіні, де й розпочав займатися футболом. У 1968 році він дебютував у складі місцевої команди «Динамо», а в 1971 році Нетц став гравцем берлінського «Динамо». Незважаючи на те, що він став одним із основних гравців атакуючої ланки берлінської команди, у 1973 році його повернули назад до Шверіна у зв'язку з дисциплінарним порушенням. Наступного року Нетц повернувся до берлінського «Динамо», в якому цього разу безперервно виступав протягом 10 років. У складі команди за ці 10 років він зіграв 225 матчів, та відзначився 101 забитим м'ячем. Шість років підряд з 1979 до 1984 року ставав у її складі чемпіоном НДР. У 1984 році завершив виступи на футбольних полях.

## Виступи за збірну
У 1972 році Вольф-Рюдігер Нетц дебютував у складі молодіжної збірної НДР, у складі якої проягом року зігав 3 матчі. У 1978 році дебютував у складі національної збірної НДР, проте другий матч у складі головної команди країни він зіграв лише у 1981 році, після чого до головної команди країни не залучався. У 1979 році отримав запрошення до олімпійської збірної НДР, у складі якої брав участь в Олімпійських іграх у Москві. У складі олімпійської збірної зіграв у 5 матчах, став у складі збірної кращим бомбардиром на турнірі, та з 4 забитими м'ячами одним із кращих бомбардирів олімпійського футбольного турніру, після Сергія Андрєєва з 5 забитими м'ячами, розділивши 2—3 місце бомбардирів олімпійського турніру з Ладиславом Візеком. У складі збірної став срібним призером Олімпіади.

## Титули та досягнення
- Срібний олімпійський призер: 1980
- Чемпіон НДР (6):

«Динамо» (Берлін): 1979, 1980, 1981, 1982, 1983, 1984